# Perl, Saarland
Perl är en kommun och ort i Landkreis Merzig-Wadern i förbundslandet Saarland i Tyskland.
De tidigare kommunerna Besch, Borg, Büschdorf, Eft-Hellendorf, Kesslingen, Münzingen, Nennig, Oberleuken, Oberperl, Perl, Sehndorf, Sinz, Tettingen-Butzdorf und Wochern gick samman i den nya kommunen Perl, Saarland 1 januari 1974.